# Haroldo Rocha Portella
Haroldo Rocha Portella (Rio de Janeiro, 15 de março de 1914 – 19 de junho de 2004) foi um médico brasileiro.
Graduado pela Faculdade de Medicina do Rio de Janeiro em 1935. Foi eleito membro da Academia Nacional de Medicina em 1958, sucedendo Raul David de Sanson na Cadeira 76, que tem Joaquim Pinto Portella como patrono.